# Mama is boos!
Mama is boos! is een Nederlandse film uit 1986, ook bekend als Schatjes 2.

## Verhaal
Nadat het echtpaar Gisberts aan het einde van de film Schatjes! met hun auto in een groot gat van de snelweg rijdt, dat vervolgens geasfalteerd wordt, begint de film met het wakker worden van vader John, die dit alles gedroomd blijkt te hebben. Het blijkt enkele jaren na de gebeurtenissen in Schatjes!. Hoewel de oudste kinderen het huis uit zijn, is de verhouding tussen John en Danny gespannen.
Dit komt tot uitbarsting op hun 20-jarige huwelijksjubileum. Danny gooit John het huis uit, omdat John jarenlang een minnares heeft gehad. John trekt vervolgens in op de militaire basis waar hij werkt, en vervolgens bij Jane, zijn minnares. Dit tot woede van Danny, die nu echt op wraak uit is. Ze hakt de boom naast Jane's stacaravan om zodat deze de caravan verplettert, en huurt een vliegtuigje om Jane's moestuintje en caravan met landbouwgif onder te spuiten. Een bittere voogdijstrijd ontstaat. Inmiddels krijgt luchtmachtofficier John een belangrijke rol te spelen in een grootschalige show van de NAVO, die haar 40-jarig jubileum viert: dit zal hem volgens zijn meerdere Pete Stewart afleiden van zijn huwelijksproblemen.
Op aanraden van Pete gaan John en Danny samen uit eten om over een goede regeling te kunnen onderhandelen. Maar de perceptie van beiden is verschillend: John wil slechts de voogdij en scheiding over onderhandelen, terwijl Danny wil dat John terugkomt. Uiteindelijk komt het tot een hysterische achtervolging van John door Danny waarin ze het restaurant kort en klein slaat. Ook sluit ze John op in het schuurtje wanneer deze de kinderen terugbrengt na een bezoekje aan hem. Maar een en ander werkt averechts want Jan-Julius haalt een practical joke met zijn moeder uit, waarna ze een zenuwinzinking krijgt en beide kinderen bij John en Jane gaan wonen.
Danny lijkt opgeknapt wanneer ze uit de inrichting komt en weet al snel een gerechtelijk bevel te bewerkstelligen waarin de vader op straffe van een dwangsom van 100.000 gulden wordt gelast de kinderen terug te brengen. Haar vrienden regelen een origineel cadeau voor haar: Valentijn, die ze bij Jane hadden ontvoerd (John zou het kind immers de volgende dag sowieso terug hebben moeten brengen). Danny neemt Valentijn mee naar een bungalowpark, waar ze het 40-jarig jubileum van de NAVO op tv zien. Valentijn wil zijn vader zien, maar de Nederlandse bijdrage is te laat op de avond en hij wordt naar bed gestuurd. Maar Valentijn neemt stiekem de benen en arriveert tijdens zijn vaders bijdrage in de studio, waar live op tv een emotioneel weerzien plaatsvindt tussen vader en zoon.
De echtelijke ruzie komt nu tot een climax wanneer Danny, die dit allemaal op tv heeft gezien, met een uzi binnenkomt. Op dat moment zijn de opnames al afgelopen en is begonnen met de afbouw van het decor. John zit in een raket die hoog aan het plafond hangt en omhoog getakeld wordt. Danny begint om haar heen te schieten en terwijl ze onder de raket staat, laten de medewerkers (die de raket naar boven aan het takelen waren) van schrik de katrolbediening los, waardoor het gevaarte met John erin bovenop Danny valt. John en Danny komen hierdoor om. De film eindigt met een shot waarbij John en Danny elkaars hand vast houden.

## Rolverdeling
| Acteur              | Personage           |
| ------------------- | ------------------- |
| Peter Faber         | John Gisberts       |
| Geert de Jong       | Danny Gisberts      |
| Adelheid Roosen     | Jane Fongler        |
| Rijk de Gooyer      | Pete Stewart        |
| Trudy de Jong       | Jenny               |
| Nelly Frijda        | Dr. Ellis           |
| Bartho Braat        | Donald              |
| Hans Veerman        | Mac                 |
| Alexander Mouissie  | Valentijn Gisberts  |
| Sanne van der Noort | Jan-Julius Gisberts |
| Peter Bos           | Albert Koning       |

## Trivia
- Regisseur Ruud van Hemert zei na de première dat hij nog een vervolg wilde onder de titel Papa is razend. Uiteindelijk is de film er niet gekomen.[2]
- Ook Hans van der Togt had een kleine rol in deze film, en speelde zichzelf als televisiepresentator.
- In de film bestaat de NAVO (er wordt steeds over NATO gesproken) 40 jaar. In werkelijkheid bestaat deze organisatie bij het uitkomen van de film in 1986 pas 37 jaar. De NAVO-vlag die Pete vasthoudt toont de (correcte) datum 4 april 1949, wat doet vermoeden dat het verhaal zich in 1989 afspeelt
- Bij de NAVO-show in de film werd gebruikgemaakt van de circustent en het decor van de Sterrenshow van Willem Ruis.
- De film parodieert de bureaucratie van Bureau Jeugdzorg (in de film wordt over de Kinderprotectieraad of KPR gesproken) en bekritiseert het feit dat er in scheidingszaken impliciet van uit wordt gegaan dat de voogdij vrijwel automatisch bij de moeder moet liggen. Anderzijds herhaalt John de veelgebruikte drogredenering dat het niet mogen zien van de kinderen ook een reden is om geen alimentatie te betalen.
- De titelsong Don't Try to Change Me wordt gezongen door Sue Chaloner.
- De stem van Sanne van der Noort, die Jan-Julius Gisbers speelt, werd nagesynchroniseerd door Frank Schaafsma.  Dit omdat Sanne van der Noort een nogal zwaar Amsterdams accent had. Frank Schaafsma speelde in de vorige film Schatjes de rol van Thijs Gisbers.

## Prijzen
- Gouden Kalf voor beste actrice (Geert de Jong). en een MIA